# Camptoptera japonica
Camptoptera japonica är en stekelart som först beskrevs av Taguchi 1971.  Camptoptera japonica ingår i släktet Camptoptera och familjen dvärgsteklar. Inga underarter finns listade.